# Baron Aton

Wappen der Barone Aton

Baron Aton war ein erblicher britischer Adelstitel (Barony by writ) in der Peerage of England.
Der Titel wurde am 30. Dezember 1324 von König Eduard II. für Sir Gilbert de Aton, Gutsherr von Ayton in Yorkshire, geschaffen, indem dieser per Writ of Summons ins Parlament berufen wurde. Als sein Sohn, der 2. Baron, zwischen 1386 und 1389 starb, war dessen einziger Sohn William bereits minderjährig gestorben, weshalb der Titel in Abeyance zwischen seinen drei Töchtern Elizabeth, Katherine, und Anastasia fiel.

## Liste der Barone Aton (1324)
- Gilbert de Aton, 1. Baron Aton (um 1289–1342)
- William de Aton, 2. Baron Aton († vor 1389)